# École de Berlin (cinéma)
 (avril 2023).
Pour les articles homonymes, voir École de Berlin.
 (novembre 2014).
L’école de Berlin ou école berlinoise, en allemand Berliner Schule, est le nom donné par la critique à la  nouvelle vague allemande du début du XXIe siècle, qui correspond au renouveau du cinéma d'auteur en Allemagne.

## Prologue
Après la reconnaissance internationale des années 1970, la situation du cinéma allemand change au début des années 1980. En 1982, Fassbinder meurt et les autres grands réalisateurs se dispersent: Schlöndorff part aux États-Unis, Herzog réalise notamment des documentaires, Syberberg fait du théâtre et seul Wenders semble incarner le cinéma allemand à l'échelle internationale. En 1989, la chute du Mur entraîne la réunification allemande. Pendant les années 1990, le cinéma allemand apparait comme invisible, peu exportable, et peu de films sont produits.
Au début des années 2000, l'activité de création cinématographique devient plus importante, au point qu'on évoque un renouveau. L'après Wenders, Fassbinder, Schlöndorff et Herzog commence. Deux pôles d'influence sont importants dans l'émergence de cette "nouvelle vague" : la société de production X-Filme et trois cinéastes berlinois, Christian Petzold, Angela Schanelec et Thomas Arslan.
Quelques films allemands rencontrent un succès public national et international (Good Bye, Lenin!), d'autres sont programmés dans différents festivals (Venise, Locarno, Toronto) et Caroline Link remporte pour son film Nirgendwo in Afrika l'oscar du meilleur film étranger en 2003, ce qui n'était pas arrivé depuis 1980 pour un film allemand. C'est un signe du renouveau pour le cinéma allemand. La nomination en 2001 de Dieter Kosslick à la tête du festival du film de Berlin a accentué la visibilité de cette jeune génération, la Berlinale devenant une chambre d'écho pour ce jeune cinéma.
Dans ce renouveau, il convient de distinguer un cinéma plus grand public et un cinéma d'auteurs, cette «école de Berlin», qui témoignent tous les deux d'une vitalité du cinéma allemand[réf. souhaitée].
On peut distinguer: 
- Un cinéma grand public (W. Petersen, U. Edel, O. Roehler...),
- La société X-Filme Creative Pool fondée en 1994, notamment par trois réalisateurs (T. Tykwer, W. Becker et D. Levy) et ambitionnant de produire des films commerciaux de qualité, conciliant des sujets "allemands" et une vocation internationale,
- "L’école de Berlin" (C. Petzold, A. Schanelec et, T. Arslan),
- "L’école de l’Est" (T. Heise, A. Dresen...),
- Le genre “multikulti” regroupant des cinéastes immigrés de deuxième ou troisième génération (F. Akin, E. Atef...),
- "La Nouvelle Vague Allemande" et apparentés.

La réforme du système de production explique également ce foisonnement.
- 1988 : 60 longs métrages produits
- 1995 : 87 (dont 24 documentaires)
- 2004 : 121 (dont 34 documentaires)
- 2008 : 185 (dont 60 documentaires)
- 2010 : 193 (dont 74 documentaires)[2]

Cette Berliner Schule est représentée par des cinéastes comme : Thomas Arslan (1962), Christian Petzold (1960), Angela Schanelec (1962), Valeska Grisebach (1968), Benjamin Heisenberg (1974), Christoph Hochhäusler (1972), Ulrich Köhler (1969), Jan Krüger (1973), Henner Winckler (1969), Maren Ade (1976), Sylke Enders (1965), Maria Speth (1967), Nicolas Wackerbarth (1973), Henrike Goetz (1966) et Soeren Voigt (1968).
On peut aussi nommer Matthias Luthardt (1972), Ayse Polat (de) (1970) ou Stefan Krohmer (1971).

## Chronologie
- 1994 : création de la société X-Filme Creative Pool. Trois réalisateurs (T. Tykwer, W. Becker et D. Levy) décident de créer leur propre société de production pour pouvoir tourner leur film. Ils ambitionnent de produire des films art et essai grand public. Sort en 1998, un film produit par X-Filme qui aura un énorme succès international, critique et public : Cours, Lola cours.
- En 1995, Der Totmacher (L'homme de la mort) de Romuald Karmakar attire 450 000 spectateurs dans les salles.
- Émergence de trois cinéastes. Ce sont évidemment[évasif] dans les festivals que les signes du renouveau sont les plus évidents : Plätze in Städten d'Angela Schanelec est accueilli en 1998 à Cannes et à Berlin ; Dealer de Thomas Arslan est primé à Berlin en 1999. Le film de Christian Petzold, Contrôle d'identité (2001), crée la surprise, présenté à la Semaine de la critique à Cannes en 2001, puis sélectionné à la 57e Mostra de Venise. (Ces trois réalisateurs (Petzold, Arslan et Schanelec) font figures d'ainés et de modèles, ils sont un peu plus âgés et ont déjà réalisés deux ou trois longs métrages). Toutefois ces films ne trouveront pas de distributeurs et ne seront pas vus en France.
- The days between de Maria Speth reçoit en 2001 le Tigre d'or au festival de Rotterdam. Iain Dilthey remporte en 2002 le Léopard d'Or au festival de Locarno pour Das Verlangen.
- Cette même année (2002), dès la première édition sous sa direction, Dieter Kosslick crée une nouvelle section, Perspektive Deutsches Kino, qui donne au nouveau film allemand sa propre section et la possibilité de montrer des premiers films.

## Terminologie
La pertinence du terme «école» est discutable, car il n'existe pas à proprement parler de groupe ou de mouvement revendiqué comme tel: pas de programme artistique ou politique commun, pas de manifeste ou de dogme. La Berliner Schule est plus un raccourci journalistique, un label de marketing, pour nommer un mouvement d'ensemble.
À défaut d'une école, il s’agit plutôt d’un réseau d’amis (bien que certains rattachés à cette «école» ne se connaissent pas) qui travaillent parfois ensemble (comme coscénariste ou assistant réalisateur), qui sont pour la plupart établis à Berlin, qui ont été formés par les écoles allemandes de cinéma, et qui ont comme envies communes de s’affranchir des règles du marché et de la standardisation du cinéma allemand, et d’inventer un cinéma d’auteurs, intimiste, qui soit le reflet de leur pays aujourd’hui.
Par goût de la facilité, il fallait une dénomination pour ce jeune cinéma[évasif]. Les propos des réalisateurs sont éclairants sur ce sujet : 
Thomas Arslan, réalisateur (Ferien, chronique d'un été) : « En Allemagne, on parle plutôt de «l’école berlinoise». Je ne sais pas si elle existe vraiment... Le film allemand de ces années-là [années 1980-90] me paraissait alors désert et appauvri. À travers ce marasme, quelques-uns ont cherché à se frayer un autre chemin. Autant que je puisse en juger, de ces tentatives est apparue une plus grande diversité au sein du cinéma allemand... Si je devais décrire ma position au sein du cinéma allemand en général : en marge. » 
Christian Petzold, réalisateur (Jerichow) : « Comme beaucoup d'écoles, c'est une invention journalistique. Après, il dépend de son succès ou de son échec que l'appellation se justifie ou pas. Ce qui est vrai, c'est que nous sommes un certain nombre de réalisateurs, plus ou moins jeunes, basés à Berlin. Nous nous connaissons et nous nous rencontrons. Mais contrairement à la Nouvelle Vague en France, qui disposait de soutiens dans certaines institutions et qui émergeait à une époque de profonde mutation sociale, nous restons terriblement isolés dans l'industrie du cinéma. » 
Florian Henckel von Donnersmarck, réalisateur (La Vie des autres) : « Mais il n’y a pas de Nouvelle Vague ! Je crois que leur travail est bien plus reconnu en France qu’en Allemagne où cette Nouvelle-vague n’est pas si remarquée que ça... Mais je crois que le fait que certains acceptent le label « Nouvelle Vague » ou « école berlinoise » - comme on dit en Allemagne - s’explique par des questions d’avantages politiques. Chaque fois que l’on parle d’Ulrich Köhler, on parle de Christoph Hochhaüsler ou de Benjamin Eisenberg et voilà, ça multiplie la présence ! Je ne me sens pas faire partie de cette Nouvelle-Vague. » 
Mathias Luthardt, réalisateur (Pingpong) : « Ces films ont en commun de raconter des histoires sur la vie de tous les jours en Allemagne, sans dramatisation et sans donner d’explications psychologique ».
Henner Winkler, réalisateur (Lucy) : « On sait ce qu'on n'aime pas ! Ce qui est ouvertement commercial nous dégoûte. C'est comme une aversion pour le système de la publicité, des marques, de l'économie capitaliste.» 
Sebastian Schipper, réalisateur (Mitte Ende August) : « Je ne sais pas si les réalisateurs qu’on compte communément dans la Berliner Schule se connaissent entre eux, s’ils ont conscience d’en faire partie. Est-ce qu’on peut considérer qu’un groupe existe si ce ne sont pas ses membres qui ont décidé un jour de sa création ? » 

## Une nouvelle génération
S'ils ne constituent pas un mouvement clairement revendiqué, ces réalisateurs incarnent bien une nouvelle façon de faire du cinéma[évasif]. Tous sont passés par des écoles de cinéma, et explique Petzold, « il était clair que les étudiants n'allaient pas là apprendre à faire du cinéma commercial. » 
Leur point commun : plus que leur localisation géographique, c’est que leur travail est traversé par un nouveau souffle[non neutre], qui correspond à un changement d’époque et de génération.
Trois personnalités ont aussi eu une grande importance, tant intellectuelle et qu'artistique, assurant la liaison entre les différentes générations : Alexander Kluge (1932) et Harun Farocki (1944) qui enseigna à l'école de Berlin Ouest (DFFB). Il faut y ajouter, le cas particulier de Romuald Karmakar (1965), réalisateur autodidacte et singulier.

### Influences
À la différence des réalisateurs des années 1970 qui se sont pensés avec des modèles très anciens, hors de la génération qui les a précédé, les jeunes cinéastes ont eux des "pères" : Alexander Kluge et Harun Farocki.
Après des années où le cinéma allemand s'est perdu dans des comédies commerciales ou des sous-clones hollywoodiens[non neutre], ces jeunes réalisateurs revendiquent donc un cinéma d'auteurs, assumant influences et admirations. Les références de ces jeunes cinéastes sont aussi à chercher hors des frontières nationales. Un bon exemple est la revue Revolver, à laquelle collaborent certains de ces réalisateurs, et où « nous essayons de rétablir un lien avec le passé, entre autres avec les cinéastes des années 1970. » (dixit C. Hochhäusler, l'un des rédacteurs en chef) 
Sont fréquemment cités, Fassbinder, Robert Bresson, Hou Hsiao-hsien, Apichatpong Weerasethakul, Abbas Kiarostami, ou encore les Belges Jean-Pierre et Luc Dardenne et Bruno Dumont.
Pour Ulrich Köhler, « les influences principales viennent plutôt du cinéma mondial : Antonioni, des contemporains comme Hong Sang-soo, Bruno Dumont en France... » 
Henner Winkler : « Pour les références dans le cinéma, je n'en vois qu'une qui nous réunit, les frères Dardenne.» 
Christian Petzold : « Mes modèles sont plutôt Chabrol et tout Hollywood. » 

### Famille
Production
- Les producteurs Florian Koerner et Michael Weber (Schramm Film Koerner & Weber) ont produit des films de C. Petzold, T. Arslan, H. Winckler, J. Krüger, et A. Schanelec.
- La réalisatrice Maren Ade, a participé à la fondation d'une maison de productions, Komplizen Film, et a produit des films de Sonja Heiss, Ulrich Köhler, et Benjamin Heisenberg.
Technique
- Différents chefs opérateurs ont travaillé pour ces réalisateurs : 
- Patrick Orth avec U. Köhler, H. Winckler, A. Polat. et S. Krohmer ;
- Bernhard Keller avec C. Hochhäusler, V. Grisebach, M. Ade, et S. Krohmer ;
- Reinhold Vorschneider avec A. Schanelec, B. Heisenberg, M.Speth, N. Wackerbarth et T. Arslan.

- La monteuse Bettina Böhler a travaillé pour C. Petzold, A. Schanelec, H. Winckler, et V. Grisebach.

## Thématiques
Les films de cette nouvelle génération ont tous un point commun qui les relie aux films de l'ancienne génération: un intérêt prononcé pour les histoires et les paysages allemands (symbolisant ainsi un refus des coproductions anonymes, européennes ou internationales). C'est sans doute cet intérêt pour l'histoire allemande, le présent allemand et la réalité allemande qui valent à ces films cette attention internationale.[non neutre]
Les personnages mis en scène par les représentants de la nouvelle vague sont manifestement dans une quête désespérée de bonheur. Ce qui caractérise cette nouvelle vague, c’est «l'irruption de la réalité dans le film allemand» (Christoph Hochhäusler à propos de Bungalow d’Ulrich Köhler). Ce sont des réalisateurs qui parlent de leur pays, avec des histoires ancrées dans le réel et le quotidien, des thématiques qui rejoignent l'universel (le besoin d'amour, malaise existentiel, famille déstructurée, maux de l'adolescence).

## Critique
Salué par la critique, ce jeune cinéma exigeant[non neutre] n'a pas rencontré une grande audience. Les films attirent en moyenne 10 000 spectateurs.
Le réalisateur Oskar Roehler n'est pas un adepte du genre : «Ils sont toujours secs, toujours rigides. Il ne se passe rien dans ces films. Ils sont lents, sinistres, rien n’est dit vraiment. C’est ça la «Berliner Schule». Ils s’en tirent toujours bien avec la critique et ils font 5 000 à 10 000 entrées».